# Most Płaszczowy w Českým Krumlovie
Most Płaszczowy w Českým Krumlovie (cz. Plášťový most, niem. Mantelbrücke) – most znajdujący się na terenie Krumlowskiego zamku w Czechach, w kraju południowoczeskim.
Pierwsze wzmianki o moście pochodzą z XV wieku. Obecna, monumentalna budowla pochodzi z 1777 roku. Most wraz z zespołem zamkowym jest wpisany na Listę Światowego Dziedzictwa UNESCO .
Most budowano w kilku etapach w latach 1686, 1707, 1748 i 1765 . Wysokie arkady, podtrzymują cztery piętra konstrukcji. Jest wysoki tak jak budowle, które łączy.
Dolny korytarz łączy Salę Maskową z gmachem teatru zamkowego, górny korytarz łączy zamkową galerię obrazów z ogrodem zamkowym i dalej prowadzi do klasztoru minorytów na Latrán .
Na ceglanej otwartej balustradzie mostu znajdują się cztery kopie barokowych rzeźb: św. Antoni Padewski, św. Feliks z Kantalicjo, św. Wacław, autorstwa Jana Antonína Zinnera oraz św. Jan Nepomucen. Rzeźba nepomuka pochodzi z 1727 roku, autorem był Jan Plansker. Oryginalne rzeźby są eksponowane w lapidarium zamkowym.